# Prasonicella cavipalpis
Prasonicella cavipalpis là một loài nhện trong họ Araneidae.
Loài này thuộc chi Prasonicella. Prasonicella cavipalpis được Manfred Grasshoff miêu tả năm 1971.